# کرنی (نبراسکا)
کرنی(به انگلیسی: Kearney) شهری در ایالت نبراسکا کشور ایالات متحده آمریکا است که جمعیت آن در سرشماری سال ۲۰۱۰ میلادی، ۳۰٬۷۸۷ نفر بوده‌است.